# Эзофагопротекторы
Эзофагопротектор (от др. греч. οἰσο-φάγος — пищевод + лат. prōtēctor — защитник) — средство для защиты слизистой пищевода от внешнего воздействия, в том числе от воздействия кислого или щелочного рефлюкса при ГЭРБ.
Ранними представителями данной группы были различные механические устройства, позволяющие проводить бужирование и защиту поврежденного пищевода после получения ожогов пищевода различной степени тяжести.
В настоящее время речь идет о новой фармакологической группе, представителем которой является биоадгезивная формула на основе гиалуроновой кислоты и хондроитина сульфата для защиты слизистой оболочки.
ГЭРБ характеризуется такими симптомами как изжога, кислотный рефлюкс либо некислотный (смешанный, щелочной) рефлюкс, кашель и дисфония, которые могут быть связаны с наличием эрозивных дефектов слизистой пищевода. Выраженность симптомов ГЭРБ часто усиливается в положении на спине, поэтому состояние пациентов ухудшается в ночное время.